# Euzopherodes
Euzopherodes é um gênero de mariposa pertencente à família Crambidae.